# The Spider's Web

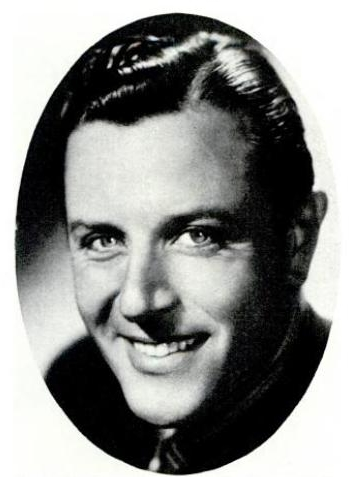
Warren Hull, ator que personifica The Spider.

The Spider's Web (bra: A Aranha Negra) é um seriado estadunidense de 1938, gênero ação e policial, dirigido por James W. Horne e Ray Taylor, em 15 capítulos, estrelado por Warren Hull, Iris Meredith, Richard Fiske e Kenne Duncan. O seriado foi produzido e distribuído pela Columbia Pictures, veiculando nos cinemas estadunidenses a partir de 10 de outubro de 1938. O seriado foi o 5º entre os 57 distribuídos pela Columbia Pictures, alguns deles realizados por produtoras independentes.
A história foi baseada no personagem The Spider, das revistas pulp. Uma sequência, o seriado The Spider Returns, foi lançada em 1941, e os dois atores principais, Warren Hull e Kenne Duncan retornaram em seus papeis originais.

## Elenco
- Warren Hull como The Spider, identidade secreta de Richard Wentworth, junto com Blinky McQuade
- Iris Meredith como Nita Van Sloan, noiva de Richard Wentworth
- Richard Fiske como Jackson, motorista de Richard Wentworth
- Kenne Duncan como Ram Singh, guarda-costas de Richard Wentworth
- Forbes Murray como Comissário de Polícia Stanley Kirk
- Don Douglas como Jenkins, mordomo de Richard Wentworth
- Marc Lawrence como Steve Harmon
- Charles C. Wilson como Chase
- John Tyrrell como Grafton, um dos capangas de Octopus
- Eugene Anderson Jr. como Johnnie Sands
- Ann Doran como Secretária de Mason
- Paul Whitney como Gray
- Beatrice Curtis como Kate Sands
- Gordon Hart como J. Mason
- Byron Foulger como Allen Roberts
- Tom London como Policial no Banco (não-creditado)
- Edmund Cobb (não-creditado)
- Jack Perrin (não-creditado)
- Lane Chandler como Trigger (não-creditado)
- Al Ferguson como Mecânico (não-creditado)
- Harry Myers como Detetive (não-creditado)
- Ernest Shields (não-creditado)
- Edward Hearn como Sargento na mesa da polícia (não-creditado)

## Produção

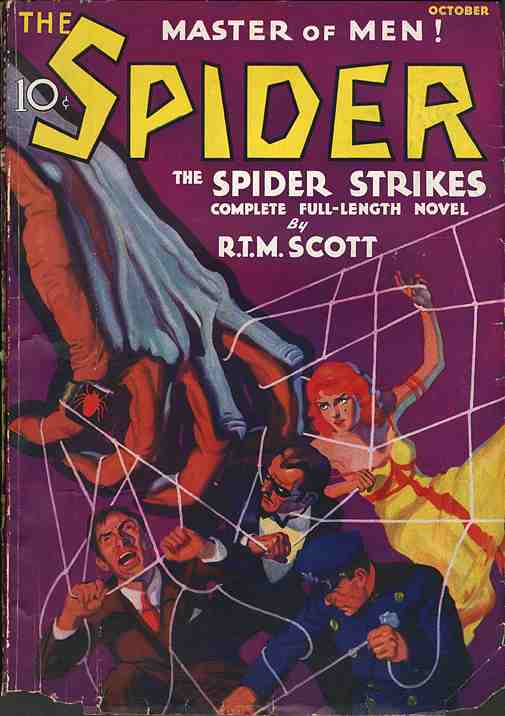
A revista pulp “The Spider” (na ilustração, a capa de outubro de 1933), que apresenta o personagem The Spider, uma criação questionada entre Henry "Harry" Steeger, Reginald Thomas Maitland Scott (conforme ilustração), e Norvell Page. Algumas fontes citam Norwell Page como criador do personagem, porém há um amplo questionamento sobre tal criação.

The Spider's Web foi o primeiro seriado a ser adaptado diretamente de uma revista pulp. A história original da revista era demasiado violenta para o código de produção cinematográfica, mas The Spider's Web "conseguiu sugerir seu ritmo frenético". Algumas trocas foram feitas, para abrandar a violência original. O traje de Spider foi muito extravagante e não corresponde à descrição ou às ilustrações da revista. O Comissário Kirkpatrick foi ligeiramente alterado para Comissário Kirk, sem qualquer motivo aparente. O lançamento do seriado coincidiu com o Superman (revista) e Green Hornet (rádio), através de todo o país.

## Dublês
- Dave O'Brien
- George DeNormand
- Bud Geary
- Tom Steele
- Francis Walker
- Duke York

## Capítulos
1. Night of Terror
2. Death Below
3. High Voltage
4. Surrender or Die
5. Shoot to Kill
6. Sealed Lips
7. Shadows of the Night
8. While the City Sleeps
9. Doomed
10. Flaming Danger
11. The Road to Peril
12. The Spider Falls
13. The Manhunt
14. The Double Cross
15. The Octopus Unmasked

Fonte: